# اپی‌تستوسترون
اپی‌تستوسترون (انگلیسی: Epitestosterone) یک استروئید درون زا و یک اپیمر از هورمون جنسی آندروژن تستوسترون است. این ماده یک آنتاگونیست ضعیف رقابتی گیرنده آندروژن (AR) و یک مهارکننده قوی 5α ردوکتاز است.